# ISO 19011
ISO 19011:2011 «Руководящие указания по аудиту систем менеджмента» — международный стандарт, содержащий руководящие указания по аудиту систем менеджмента организаций.
Стандарт разработан Техническим комитетом ТК 176 Международной организации по стандартизации ИСО. Стандарт издан в 2011 году и является вторым изданием (первое издание — ISO 19011:2002 было опубликовано в 2002 году).
Стандарт ISO 19011 предназначается для применения широким кругом потенциальных пользователей, включая аудиторов, организации, внедряющие системы менеджмента, и организации, которым необходимо проводить аудиты систем менеджмента в соответствии с контрактом или законодательством. Проведение аудита в соответствии со стандартом основано на менеджменте рисков и предполагает применение выборочных исследований на основе теории вероятностей и математической статистике.

## Структура стандарта ISO 19011
ISO 19011 включает в себя следующие основные разделы:
Раздел 3 «Термины и определения» — содержит ключевые термины и определения, используемые при проведении аудитов
Раздел 4 «Принципы аудита» — описывает 6 принципов аудита, на которых основывается аудит систем менеджмента
Раздел 5 «Менеджмент программы аудита» — представляет руководящие указания по установлению и осуществлению менеджмента программы аудита
Раздел 6 «Проведение аудита» — представляет руководящие указания по планированию и проведению аудита системы менеджмента
Раздел 7 «Компетентность и оценивание аудиторов» — представляет руководящие указания, связанные с компетентностью и оцениванием аудиторов системы менеджмента и команд по аудиту
Кроме того в ISO 19011 включено 2 приложения:
Приложение A «Руководящие указания и иллюстрирующие примеры знаний и навыков аудиторов по конкретной дисциплине» — приводит примеры знаний и навыков аудиторов по следующим дисциплинам:
- менеджмент безопасности транспортировки (для аудита по стандарту ISO 39001, разработанному ISO/TC 241 по системам менеджмента безопасности дорожного движения)
- менеджмент окружающей среды (для аудита по стандартам ISO 14000, разрабатываемым ISO/ТC 207 по системам менеджмента окружающей среды)
- менеджмент качества (для аудита по стандартам ISO 9000, разрабатываемым ISO/ТC 176 по системам менеджмента качества)
- менеджмент записей (для аудита по стандартам, разрабатываемым ISO/ТC 46/SC 11 по системам менеджмента записей)
- менеджмент устойчивости, безопасности, подготовленности и непрерывности (для аудита по стандартам, разрабатываемым ISO/ТC 8, ISO/ТC 223 и ISO/ТC 247 по системам менеджмента устойчивости, безопасности, подготовленности, непрерывности)
- менеджмент информационной безопасности (для аудита по стандартам ISO/IEC 27000, разрабатываемым ISO/IEC JTC 1/SC 27 по системам менеджмента информационной безопасности)
- менеджмент профессионального здоровья и безопасности (для аудита по стандартам OHSAS 18000, разработанным проектной группой OHSAS по системам менеджмента профессионального здоровья и безопасности)

Приложение B «Дополнительные руководящие указания для аудиторов по планированию и проведению аудитов», включая:
- выбор и применение метода аудита
- проведение анализа документов
- проведение выборочного исследования
  - на основании суждения
  - статистического
- подготовку рабочих документов
- посещение места расположения аудируемого
- проведение интервью с аудируемым
- регистрацию наблюдений аудита

## Принципы аудита
Аудит опирается на шесть принципов. Эти принципы помогают сделать аудит результативным и надежным инструментом в поддержку политик менеджмента и средств управления, предоставляя информацию, на основе которой организация может улучшить свою деятельность. Следование этим принципам является предпосылкой для предоставления заключений аудита, являющихся существенными и достаточными, и для предоставления возможности аудиторам, работающим независимо друг от друга, достичь схожих заключений в схожих обстоятельствах.
a) Целостность: основа профессионализма
b) Беспристрастность: обязанность представлять правдивый и точный отчет
c) Профессиональная осмотрительность: старательность и рассудительность при аудитах
d) Конфиденциальность: безопасность информации
e) Независимость: основа для достоверности аудита и объективности заключений аудита
f) Подход, основанный на свидетельстве: рациональный метод достижения надежных и воспроизводимых заключений аудита в процессе систематических аудитов

## Виды аудита
Различают три вида аудита:
- Аудит первой стороной — Внутренний аудит
- Аудит второй стороной — Внешний аудит
- Аудит третьей стороной — Внешний аудит

Внутренние аудиты (аудит первой стороной) проводятся самой организацией или от её имени для анализа со стороны руководства и других внутренних целей (например, чтобы подтвердить результативность системы менеджмента или получить информацию для улучшения системы менеджмента). Внутренние аудиты могут создавать основу для самодекларирования соответствия организации. Во многих случаях, особенно в малых организациях, независимость может быть продемонстрирована отсутствием ответственности за деятельность, которая подвергается аудиту, или отсутствием предвзятости и конфликта интересов.
Внешние аудиты — включают аудиты второй и третьей стороной. Аудиты второй стороной проводятся сторонами, имеющими интерес к организации, такими как потребители, или другими лицами от их имени. Аудиты третьей стороной проводятся независимыми аудиторскими организациями, например, регулирующими органами или органами, проводящими сертификацию.
Если две или более системы менеджмента различных дисциплин (например, качества, окружающей среды, профессионального здоровья и безопасности) аудируются вместе, то такой аудит называют комбинированным аудитом.
Если две или более аудиторские организации объединяются для аудита одного аудируемого, это называется совместным аудитом.

## Связь с другими стандартами ISO
Так как стандарт ISO 19011 предоставляет руководящие указания по аудиту систем менеджмента, то он взаимосвязан со всеми международными стандартами, устанавливающими требования к этим системам.
ISO 19011 предполагает, что его будут использовать внутренние аудиторы следующих систем менеджмента:
- ISO 9001 — системы менеджмента качества
- ISO 14001 — системы менеджмента окружающей среды (системы экологического менеджмента)
- OHSAS 18001 — системы менеджмента профессиональной безопасности и здоровья
- ISO/IEC 20000-1 — системы менеджмента услуг в области информационных технологий
- ISO 22000 — системы менеджмента безопасности пищевых продуктов
- ISO/IEC 27001 — системы менеджмента информационной безопасности
- ISO 28000 — системы менеджмента безопасности цепи поставок
- ISO 30301 — системы менеджмента записей
- ISO 39001 — системы менеджмента безопасности дорожного движения
- ISO 50001 — системы энергетического менеджмента.

С дальнейшим развитием системного менеджмента и отраслевого менеджмента качества организаций количество стандартизированных систем менеджмента организаций, по-видимому, будет увеличиваться.
ISO 19011 также взаимосвязан со стандартами:
- ISO 2859-4 — процедуры выборочного исследования для контроля по атрибутам
- ISO 17021 — подтверждение соответствия органом по сертификации (внешний аудит)
- ISO 31000 — системы менеджмента риска.